# ホンダ・CBR650R
CBR650R(シービーアールろっぴゃくごじゅうアール)は、本田技研工業が2019年から製造販売している、CBRシリーズに属する排気量が650ccクラスのオートバイである。
本項では基本コンポーネンツを共有するCB650R(シービーろっぴゃくごじゅうアール)についても解説を行う。

## 概説
2019年1月21日発表、同年3月15日発売とされた排気量648ccの大型自動二輪車である。
本モデルは2014年から製造販売されていた2BL-RC83型CBR650F・CB650Fからの実質的フルモデルチェンジ車で、フルカウルスポーツタイプとしたのがCBR650Rであり、ネイキッドタイプとしたのがCB650Rであるが、エンジン・フレームなどを共用する姉妹車で型式名は共に2BL-RH03である。

## 車両解説
本項ではCBR650R・CB650R共通となる内容について解説を行う。
本モデルは、いずれも先代のRC83型をベースに開発されており、よりスポーツマインドの高いユーザーに向け、走りそのものを進化させたモデルである。開発ではスポーツバイクの根源的な楽しさを深めるためにCB1000Rをはじめとする“新世代CBシリーズ”で培った最新の知見を取り入れ、車体・パワーユニット・スタイリングなど各領域の見直しにより、パワーウエイトレシオの向上を実現させた。このためRC83型からは以下の点で仕様変更・改良が行われた。
フレーム
スチール製ツインチューブダイヤモンド型を継承するが、ピポット部を従来の鍛造プレートからプレス成型品を組み合わせたボックス構造に変更。より薄いスチールプレートを用いながら閉断面とすることで軽量化と高剛性化を高次元で両立させた。またエンジンハンガーをクロスパイプに一体化し、シートレールは高い運動性能を実感できるようライダースペースをタイトに設定。同時にシートレールのアンダーパイプがピボットプレートに接合される位置をより上方に移動させることでシート後端を従来よりも約60mm短縮させた。さらに部品配置を変更することでステーの廃止やコード類の短縮ならびに新デザインのステップ採用などにより従来のCBR・CB650Fと比較し約6kgの軽量化を達成した。
サスペンション
前輪はインナーチューブ径41mm・ストローク120mmテレスコピックサスペンションは継承するものの構造を正立から倒立へ変更。さらにCB650Rでは、ボトムブリッジを従来の鉄からアルミ鍛造に変更。後輪はスイングアームとの締結部にピロボールを新採用し、クッション作動性を向上させることにより路面に対する車体追従性向上に寄与した。またスポーク型アルミホイールも従来の6本Y字型から5本Y字型の新デザインへ変更し、剛性の最適化を行いながら各部を薄肉化し、前輪440g、後輪530g軽量化を達成した。
前後ディスクブレーキ
前輪は径310mmの大型ローターを使用した10ピン式フローティングディスクとし、フロントサスペンションの倒立化に併せラジアルマウントキャリパー化。ブレーキキャリパーも変更され片押し2ポットキャリパーをダブルで、後輪は片押し1ポット式の径の240mmのシングルキャリパーとし、ABSを標準装備する。
RH03E型水冷4ストローク4バルブDOHC4気筒エンジン
基本設計は先代に搭載されていたRC83E型を踏襲しており、内径×行程を67.0×46.0(mm)・排気量648ccに変更はないものの以下の設計変更を実施した。
- 高回転型特性とするためにカムプロファイルを見直しバルブタイミングの最適化・幅を増やし強度を上げたカムチェーンの採用・バルブシートの材質変更による耐久性を向上などを実施[7]
- ピストン頭部形状変更により燃焼室形状の最適化に併せて着火性能の高いイリジウムプラグの純正採用[7]
- ダウンドラフト式吸気レイアウトを従来モデルから継承した上でエアクリーナーエレメントを従来よりも20°立てた設計に変更し200gの軽量化を達成[8]
- CBR650Rではツインラムエアダクトを[7]、CB650Rでは左右吸気ダクトの先端部を2ピース化したツイン吸気ダクトを採用した[9]
- マフラーのテールパイプ径を従来の35mmから38mmに拡大し、より排気の抜けをよくすることで最高出力向上に寄与[10]
- 圧縮比を11.4から11.6へ変更[11]
- 疲労軽減と安心感向上を目的にスリッパークラッチならびに走行状態に合わせてON - OFF状態の選択が可能なHondaセレクタブルトルクコントロール(HSTC)を搭載[10]
- シフトアップ時のみ動作可能なクイックシフターをオプション設定[12]

これらの結果、最高出力95PS(70kW)/12,000rpm・最大トルク6.5kgf-m(65N-m)/8,500rpmのスペックを発揮する。
電装系
灯火類はフルLED化を実施。またメーターパネルは速度・時計・ギアポジションインジケーター・水温計・ピークホールド表示機能付回転計・シフトアップインジケーターなどを装備したワンボディ液晶ディスプレイタイプを採用する。なお、グリップヒーターならびにアンテナ分離型ETC車載器は販売店オプションとして設定される。
なお本モデルは日本国外仕様がタイ王国バンコクのタイ・ホンダ・マニュファクチュアリングカンパニー・リミテッド(Thai Honda Manufacturing Co., Ltd.)、日本国内仕様が熊本県菊池郡大津町平川の熊本製作所で製造される。

### CBR650R
エキサイティングな走りの堪能 直4 Middle CBR Rを開発キーワードにしたセパレートハンドル・フルカウルを装着するモデルである。
先代モデルのCBR650Fからは、ヘッドライトが単眼式からCBR1000RRと同様の2灯式へ変更を実施した。
またセパレートハンドルをトップブリッジ下側に締結しハンドル位置を下げることでより前傾したポジションとなったほか、ステップ位置を従来モデルに対し上側後方に移設した。
なお、車体色は以下の2種類を設定する。
- グランプリレッド
- マットバリスティックブラックメタリック

### CB650R
都市のライフスタイルに興奮をMiddle Sports Roadsterを開発キーワードにしたネイキッドタイプモデルで、外観的にはCB1000RをはじめとするCB-Rシリーズと共通化したデザインを採用する。
なお、車体色は以下の2種類を設定する。
- キャンディークロモスフィアレッド
- マットベータシルバーメタリック

### 諸元
| 型式                    | 2BL-RH03                            | 2BL-RH03                            |
| 車名                    | CBR650R                             | CB650R                              |
| モデルイヤー            | 2019                                | 2019                                |
| 全長（m）               | 2.130                               | 2.130                               |
| 全幅（m）               | 0.750                               | 0.780                               |
| 全高（m）               | 1.150                               | 1.075                               |
| シート高（m）           | 0.810                               | 0.810                               |
| 最低地上高（m）         | 0.13                                | 0.15                                |
| ホイールベース（m）     | 1.450                               | 1.450                               |
| 最低回転半径（m）       | 3.0                                 | 2.8                                 |
| 車両重量（kg）          | 207                                 | 202                                 |
| 60㎞/h定地走行燃費      | 31.5 km/L                           | 31.5 km/L                           |
| WMTCモード（クラス3-2） | 21.3 km/L                           | 21.3 km/L                           |
| 原動機型式名            | RH03E                               | RH03E                               |
| エンジン型式            | 水冷4ストローク4バルブDOHC直列4気筒 | 水冷4ストローク4バルブDOHC直列4気筒 |
| 総排気量                | 648 cc                              | 648 cc                              |
| 内径×行程（mm）         | 67.0 × 46.0                         | 67.0 × 46.0                         |
| 圧縮比                  | 11.6                                | 11.6                                |
| 燃料供給                | 電子式燃料噴射装置（PGM-FI）        | 電子式燃料噴射装置（PGM-FI）        |
| 最高出力                | 95 PS（70 kW）/ 12,000 rpm          | 95 PS（70 kW）/ 12,000 rpm          |
| 最大トルク              | 6.5 kgf-m（65 N-m）/ 8,500 rpm      | 6.5 kgf-m（65 N-m）/ 8,500 rpm      |
| 点火方式                | フルトランジスタ式バッテリー点火    | フルトランジスタ式バッテリー点火    |
| 始動方式                | セルフスターター                    | セルフスターター                    |
| 潤滑方式                | 圧送式飛沫式併用ウエットサンプ      | 圧送式飛沫式併用ウエットサンプ      |
| 燃料タンク容量          | 15 L                                | 15 L                                |
| クラッチ                | 湿式多板コイルスプリング            | 湿式多板コイルスプリング            |
| 変速方式                | 左足動常時噛合式6速リターン         | 左足動常時噛合式6速リターン         |
| 1速                     | 3.071                               | 3.071                               |
| 2速                     | 2.352                               | 2.352                               |
| 3速                     | 1.888                               | 1.888                               |
| 4速                     | 1.560                               | 1.560                               |
| 5速                     | 1.370                               | 1.370                               |
| 6速                     | 1.214                               | 1.214                               |
| 減速比（1次/2次）       | 1.690/2.800                         | 1.690/2.800                         |
| フレーム形式            | ダイヤモンド式                      | ダイヤモンド式                      |
| フロントサスペンション  | 倒立テレスコピック                  | 倒立テレスコピック                  |
| リヤサスペンション      | モノショック式スイングアーム        | モノショック式スイングアーム        |
| キャスター              | 25°30'                              | 25°30'                              |
| トレール                | 101.0 mm                            | 101.0 mm                            |
| タイヤ（前）            | 120/70ZR17 M/C58W                   | 120/70ZR17 M/C58W                   |
| タイヤ（後）            | 180/55ZR17 M/C70W                   | 180/55ZR17 M/C70W                   |
| ブレーキ（前）          | 油圧式ダブルディスク                | 油圧式ダブルディスク                |
| ブレーキ（後）          | 油圧式シングルディスク              | 油圧式シングルディスク              |
| 消費税抜希望小売価格    | \960,000                            | \890,000                            |
| ----------------------- | ----------------------------------- | ----------------------------------- |

## 遍歴
2019年1月21日発表
同年3月15日に以下の消費税抜希望価格で発売。
- CB650R - 890,000円
- CBR650R(マットバリスティックブラックメタリック) - 960,000円
- CBR650R(グランプリレッド) - 990,000円

販売目標は、CB650Rが500台/年、CBR650Rが600台で、ドリーム店のみで販売される。